# 格雷戈里山
格雷戈里山（英語：Mount Gregory）是南極洲的山峰，位於沙克爾頓海岸，處於霍克斯坦嶺南端，屬於伊麗莎白女王嶺的一部分，海拔高度2,940米，由新西蘭探險隊命名，現時由南極條約體系管理。